# IIHF Women’s Challenge Cup of Asia 2018
Der IIHF Women’s Challenge Cup of Asia 2018 war die achte Austragung des durch die Internationale Eishockey-Föderation IIHF durchgeführten Wettbewerbs. Erstmals wurden die Teilnehmer in zwei Divisionen à vier Mannschaften aufgeteilt. Die Turniere wurden vom 6. bis 11. März 2018 in der malaysischen Hauptstadt Kuala Lumpur ausgetragen. Gespielt wurde in der Empire City Ice Arena.
Wie bereits in den drei Jahren zuvor verzichteten die stärksten asiatischen Nationen auf eine Teilnahme, sodass lediglich Mannschaften der einstigen Division I am Wettbewerb teilnahmen. Dies allerdings mit einer Rekordzahl von acht Nationen.
Den Titel sicherte sich zum dritten Mal die Auswahl der Republik China (Taiwan), die jedoch erstmals mit einer U18-Auswahl antrat. Den Grundstein für den Turniersieg legte die Mannschaft am zweiten Turniertag, als sie die titelverteidigende U18-Auswahl Neuseelands mit 4:1 besiegen konnte. In der Division I blieb Gastgeber Malaysia in allen drei Turnierspielen ungeschlagen und gewann selbige.

## Teilnehmer, Austragungsorte und -zeiträume
- Top-Division: 8. bis 11. März 2018 in Kuala Lumpur, Malaysia
Teilnehmer:  Republik China (Taiwan) U18 (Neuling),  Neuseeland U18 (Titelverteidiger),  Singapur,  Thailand

- Division I: 6. bis 9. März 2018 in Kuala Lumpur, Malaysia
Teilnehmer:  Indien,  Malaysia,  Philippinen,  Vereinigte Arabische Emirate

## Austragungsort
| \| Kuala Lumpur \|             |
| Austragungsort des Wettbewerbs |
| Kuala Lumpur                   |

| Kuala Lumpur |

## Modus
Erstmals seit dem Ausstieg der Top-Nationen nach dem IIHF Women’s Challenge Cup of Asia 2014 wurde das Teilnehmerfeld in zwei Divisionen unterteilt. Die acht gemeldeten Mannschaften spielten in zwei Gruppen à vier Mannschaften jeweils eine Einfachrunde.

## Top-Division
| 8. März 2018 15:30 Uhr (Ortszeit) | Singapur | 3:14 (1:4, 1:3, 1:7) Spielbericht | Neuseeland U18 | Empire City Ice Arena, Kuala Lumpur Zuschauer: 139 |

| 8. März 2018 19:00 Uhr | Thailand | 3:5 (1:2, 1:2, 1:1) Spielbericht | Republik China (Taiwan) U18 | Empire City Ice Arena, Kuala Lumpur Zuschauer: 207 |

| 10. März 2018 15:30 Uhr | Thailand | 10:1 (3:1, 0:0, 7:0) Spielbericht | Singapur | Empire City Ice Arena, Kuala Lumpur Zuschauer: 114 |

| 10. März 2018 19:00 Uhr | Neuseeland U18 | 1:4 (0:2, 0:0, 1:2) Spielbericht | Republik China (Taiwan) U18 | Empire City Ice Arena, Kuala Lumpur Zuschauer: 182 |

| 11. März 2018 15:30 Uhr | Neuseeland U18 | 1:0 (0:0, 1:0, 0:0) Spielbericht | Thailand | Empire City Ice Arena, Kuala Lumpur Zuschauer: 175 |

| 11. März 2018 19:00 Uhr | Republik China (Taiwan) U18 | 12:1 (5:0, 4:1, 3:0) Spielbericht | Singapur | Empire City Ice Arena, Kuala Lumpur Zuschauer: 192 |

| Pl. |                             | Sp | S | OTS | OTN | N | Tore  | Punkte |
| 1.  | Republik China (Taiwan) U18 | 3  | 3 | 0   | 0   | 0 | 21:05 | 9      |
| 2.  | Neuseeland U18              | 3  | 2 | 0   | 0   | 1 | 16:07 | 6      |
| 3.  | Thailand                    | 3  | 1 | 0   | 0   | 2 | 13:07 | 3      |
| 4.  | Singapur                    | 3  | 0 | 0   | 0   | 3 | 05:36 | 0      |

Abkürzungen: Pl. = Platz, Sp = Spiele, S = Siege, OTS = Siege nach Verlängerung (Overtime) oder Penaltyschießen, OTN = Niederlagen nach Verlängerung oder Penaltyschießen, N = Niederlagen

## Division I
| 6. März 2018 15:30 Uhr (Ortszeit) | Vereinigte Arabische Emirate | 6:1 (3:0, 1:1, 2:0) Spielbericht | Indien | Empire City Ice Arena, Kuala Lumpur Zuschauer: 153 |

| 6. März 2018 19:00 Uhr | Philippinen | 1:3 (0:1, 1:1, 0:1) Spielbericht | Malaysia | Empire City Ice Arena, Kuala Lumpur Zuschauer: 388 |

| 7. März 2018 15:30 Uhr | Philippinen | 4:5 (2:3, 2:1, 0:1) Spielbericht | Vereinigte Arabische Emirate | Empire City Ice Arena, Kuala Lumpur Zuschauer: 164 |

| 7. März 2018 19:00 Uhr | Indien | 0:5 (0:1, 0:1, 0:3) Spielbericht | Malaysia | Empire City Ice Arena, Kuala Lumpur Zuschauer: 411 |

| 9. März 2018 15:30 Uhr | Indien | 2:6 (2:0, 0:4, 0:2) Spielbericht | Philippinen | Empire City Ice Arena, Kuala Lumpur Zuschauer: 198 |

| 9. März 2018 19:00 Uhr | Malaysia | 5:3 (1:1, 2:1, 2:1) Spielbericht | Vereinigte Arabische Emirate | Empire City Ice Arena, Kuala Lumpur Zuschauer: 460 |

| Pl. |                              | Sp | S | OTS | OTN | N | Tore  | Punkte |
| 1.  | Malaysia                     | 3  | 3 | 0   | 0   | 0 | 13:04 | 9      |
| 2.  | Vereinigte Arabische Emirate | 3  | 2 | 0   | 0   | 1 | 14:10 | 6      |
| 3.  | Philippinen                  | 3  | 1 | 0   | 0   | 2 | 11:10 | 3      |
| 4.  | Indien                       | 3  | 0 | 0   | 0   | 3 | 03:17 | 0      |

Abkürzungen: Pl. = Platz, Sp = Spiele, S = Siege, OTS = Siege nach Verlängerung (Overtime) oder Penaltyschießen, OTN = Niederlagen nach Verlängerung oder Penaltyschießen, N = Niederlagen